# 溝淡
溝淡，又稱溝貨，在中國大陸被稱為補倉，是股市的常用詞語，指投資者不斷在低於先前的股價買入股票，以減低股票的平均買入價，令套牢股票(蟹貨)快些回到平均買入價，減少整體虧損。這是投資者最常用減少股票投資虧損的方法之一。
溝淡的結果可能如下：
- 股價回升至投資者的平均買入價，投資者可賣出套現獲利。
- 股價繼續下跌，套牢股票越來越多，賬面虧損越來越大，直至耗盡現金，股價也沒有回升。